# 357 aC
El 357 aC va ser un any del calendari romà prejulià. En aquell temps, era conegut com a any del consolat de Rútil i Capitolí (o, més rarament, any 397 ab urbe condita o de la fundació de la ciutat). L'ús del nom «357 aC» per referir-se a aquest any es remunta a l'alta edat mitjana, quan el sistema Anno Domini va ser el mètode de numeració dels anys més comú a Europa.

## Esdeveniments

### Antiga Grècia
- Inici de la Guerra social (357 aC-355 aC), entre Atenes amb la Segona Lliga atenesa i les ciutats-estat aliades de Quios, Rodes, Cos i Bizanci.[2]
- Cares, general atenenc, és enviat en ajut de la ciutat de Fliunt atacada pels arcadis i els argius amb ajut del comandant de Tebes a Sició. Aconsegueix aixecar el setge de la ciutat. En aquesta campanya es va distingir Èsquines l'orador.[3]
- Càbries, general atenenc, va ser nomenat comandant de la flota i en la primera acció, el setge de Quios, la seva nau va ser greument avariada (es va acabar enfonsant), però es va negar a deixar la lluita i va seguir avançant. Va morir lluitant.[4]
- Els aliats d'Atenes, instigats per Mausol, rei de Cària, es rebel·len contra la capital, i els atenencs es veuen impossibilitats de fer res.[5]
- Tebes que encara conserva un cert prestigi, veu com les ciutats de l'illa d'Eubea, que havia passat a domini tebà després de la batalla de Leuctra el 371 aC, es revolten. Tebes hi envia un exèrcit, però els rebels demanen ajut a Atenes i rebutgen els tebans.[6]

### Sicília
- Dió de Siracusa, aprofitant l'absència de Dionisi el Jove i de Filist, que eren a Itàlia, va desembarcar a Heraclea Minoa en territori cartaginès on se li van unir voluntaris d'arreu. Va avançar cap a Siracusa sense oposició i va entrar a la ciutat, on les forces que es mantenien lleials a Dionisi es van fer fortes a la ciutadella.[7]

### Antiga Roma
- Aquest any són elegits cònsols Gai Marci Rútil i Gneu Manli Capitolí Imperiós.[8]
- Gai Marci Rútil va fer la guerra contra els habitants de Privernum, ciutat que va conquerir. Per la seva victòria va rebre els honors del triomf. Encara que la submissió dels privernats es va obtenir per una rendició incondicional, es van mantenir independents i poderosos, i uns anys després tornaven a estar en guerra amb Roma.[9]
- Capitolí Imperiós va atacar les ciutats de Falerii i Tarquínia.[10]
- Promulgació de la llei Dulia Maenia, proposada pel tribú de la plebs Marc Duili i el seu col·lega Luci Meni. Prohibia sota condemna de pena capital convocar al poble romà en assemblea a una distància fixada de la ciutat on els soldats podien imposar les seves pròpies lleis.[11]
- Els mateixos tribuns de la plebs van presentar la Duilia Maenia de unciario foenore, una llei que establia l'interès del diner en un 1% cosa que va satisfer als plebeus.[12]

## Necrològiques
- Càbries, estrateg atenenc, comandant de la flota, quan va atacar l'illa de Quios els enemics li van avariar la nau, i va morir lluitant.[4]